# Tau de la Balena f
Tau de la Balena f és un exoplaneta confirmat que pot estar orbitant a la vora de l'estrella de característiques similars al sol Tau de la Balena a una distància d'11,905 anys llum del Sol. És el cinquè planeta des de Tau de la Balena en el sistema, el planeta més exterior del sistema descobert fins al 2012.
És notable per la seva predita habitabilitat i propietats similars a la Terra, amb un Earth Similarity Index de 0,71 i una òrbita que el col·loca en la zona habitable de Tau Ceti.

## Descobriment
Igual que amb els altres quatre planetes de Tau de la Balena, va ser detectat duent a terme anàlisis estadístiques de les dades de les variacions de l'estrella en velocitat radial que es van obtenir a partir del HIRES, AAPS, i HARPS.

### Característiques
A causa del mètode de detecció utilitzat, se saben algunes propietats del planeta, com la seva òrbita i la massa. Orbita Tau de la Balena a una distància d'1,35 ua (prop de l'òrbita de Mart en el sistema solar) amb un període orbital de 642 dies i té una massa mínima de 6,6 masses terrestres que el classifica com a superterra.

### Possible habitabilitat
Assumint que Tau de la Balena f és un planeta tel·lúric, probablement seria almenys 2,3 vegades més gran que la Terra. Amb una atmosfera similar a la Terra, la temperatura de la superfície seria d'aproximadament −40°C. Amb una atmosfera més densa capaç de produir un fort efecte hivernacle podria tenir una temperatura molt més alta, entre 0 °C i 50 °C, suficient perquè existeixi la vida complexa.